# Scot Gemmill
Scot Gemmill (Paisley, 2 januari 1971) is een voormalig betaald voetballer uit Schotland. Gemmill was een centrale middenvelder en was actief in de Premier League voor onder meer Nottingham Forest en Everton. Gemmill speelde 26 interlands in het Schots voetbalelftal.

## Biografie

### Persoonlijk leven
Gemmill is de zoon van de gewezen profvoetballer Archie Gemmill (°1947), die als middenvelder speelde en die met het Schots voetbalelftal actief was op het wereldkampioenschap voetbal 1978 in Argentinië.

### Spelerscarrière
Gemmill debuteerde in 1990 als negentienjarige in het shirt van Nottingham Forest onder leiding van de legendarische trainer Brian Clough. In 1991 verloor Gemmill met Nottingham Forest de finale van de FA Cup tegen Tottenham Hotspur. Nottingham Forest, met Gemmill, degradeerde meteen uit de Premier League nadat deze in augustus 1992 werd opgericht. Clough stapte na dat seizoen op als trainer. In 1999 verkaste Gemmill naar Everton, waarmee de Schot nog steeds actief was op het hoogste niveau. Hij speelde tot en met 2004 op Goodison Park, met wisselend persoonlijk succes. Gemmill speelde 97 competitiewedstrijden en scoorde vijf maal. In 2004 werd hij door Everton bij tweedeklasser Preston North End gestald. Datzelfde jaar verliet hij de club en tekende een contract bij Leicester City, dat pas gedegradeerd was uit de Premier League. Met Leicester City was Gemmill vervolgens twee seizoenen actief op het tweede niveau. Gemmill verliet het Walkers Stadium in 2006.
In de laatste stadia van zijn professionele loopbaan speelde Gemmill voor Oxford United en het Nieuw-Zeelandse New Zealand Knights.
Gemmill beëindigde zijn loopbaan in Nieuw-Zeeland in 2007.